# Jean-Baptiste Muiron

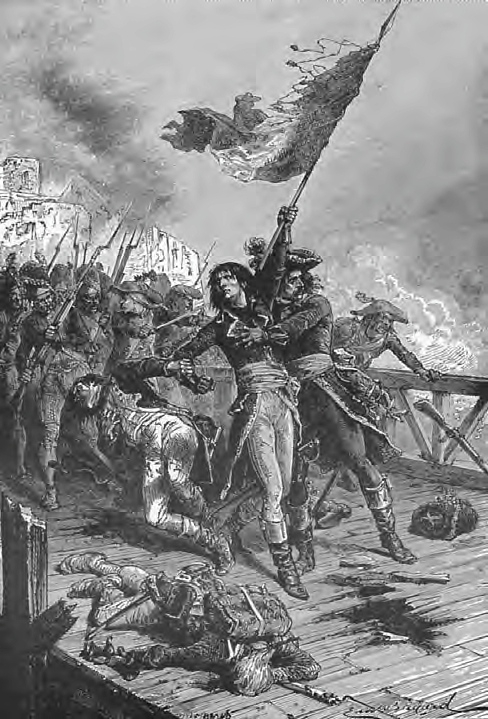
Muiron schützt General Napoléon Bonaparte auf der Brücke von Arcole. Historisierende Darstellung von 1901

Jean-Baptiste Muiron (* 10. Januar 1774; † 15. November 1796 bei Arcole) war ein französischer Offizier. Er wurde bekannt durch die Rettung des Generals Bonaparte in der Schlacht von Arcole, wobei Muiron selbst den Tod fand.

## Leben
Der Sohn eines Steuerpächters absolvierte die École royale militaire und nahm 1793 an der Belagerung von Toulon teil. Hier traf der junge Hauptmann der Artillerie erstmals den ebenfalls bei der Artillerie dienenden Major Bonaparte. Jener entwickelte zu dieser Zeit einen Plan zur Rückeroberung Toulons. Beide Offiziere waren seit jener Zeit befreundet. Nach dem Aufstieg Napoléon Bonapartes zum kommandierenden General der ab Frühjahr 1796 in Italien operierenden Armee begleitete der nunmehr zum Oberst beförderte Muiron den Korsen in dessen persönlichem Stab. Während der Belagerung Mantuas im Herbst 1796 mussten mehrere Entsatzversuche der österreichischen Truppen abgewehrt werden. Dabei kam es am 15. November zum Treffen bei Arcole. 
Muiron deckte den mit der französischen Fahne auf die Brücke über die Etsch vorstürmenden Napoléon Bonaparte vor feindlichem Feuer und fand dabei den Tod.

## Rezeption
Napoléon behielt den Gefährten im Gedächtnis und benannte ein Schiff nach Muiron. Diese Fregatte brachte im Jahr 1799 den General Bonaparte nach dem gescheiterten Ägyptenfeldzug zurück nach Frankreich. Nach seiner Abdankung 1814 unterzeichnete Napoléon seine Depeschen unter anderem mit dem Pseudonym Colonel Muiron.
Das dramatische Geschehen auf der Brücke von Arcole wurde in Werken der Schlachtenmalerei immer wieder thematisiert, wobei zentral der vorgehende Bonaparte sowie zumeist der tödlich getroffene Muiron dargestellt wurde.

## Trivia
In dem TV-Mehrteiler Napoleon wird Muiron von Guillaume Depardieu dargestellt.